# Paranthidium
Paranthidium är ett släkte av bin. Paranthidium ingår i familjen buksamlarbin.
Kladogram enligt Catalogue of Life:
| Paranthidium | \| \| Paranthidium gabbii \| \| \| \| \| \| Paranthidium jugatorium \| \| \| \| \| \| Paranthidium vespoides \| \| \| \| |
|              | \| \| Paranthidium gabbii \| \| \| \| \| \| Paranthidium jugatorium \| \| \| \| \| \| Paranthidium vespoides \| \| \| \| |
|              | Paranthidium gabbii |
|              | |
|              | Paranthidium jugatorium                                                                                                  |
|              | |
|              | Paranthidium vespoides                                                                                                   |
|              | |